# Hôtel Poncet
L'hôtel Poncet est un hôtel particulier situé à Castres, dans le Tarn (France). Il est inscrit aux monuments historiques par arrêté du 24 avril 1928.

## Description
Construit au XVIIe siècle, l'hôtel de Poncet a été commandé par le grand père maternel, Abel de Ligonier, du feld-maréchal Jean-Louis de Ligonnier, protestant expatrié en Angleterre dès 1697 après la révocation de l'édit de Nantes.

L'hôtel Poncet recouvrait originellement une surface deux fois supérieure, mais a été coupé en deux par la rue actuelle. Il possède une loggia Renaissance, supportée par des cariatides et ornementée de quatre colonnes de style ionique, ainsi qu'une génoise et un œil-de-bœuf. À l'intérieur, un escalier monumental offre l'accès au premier étage.

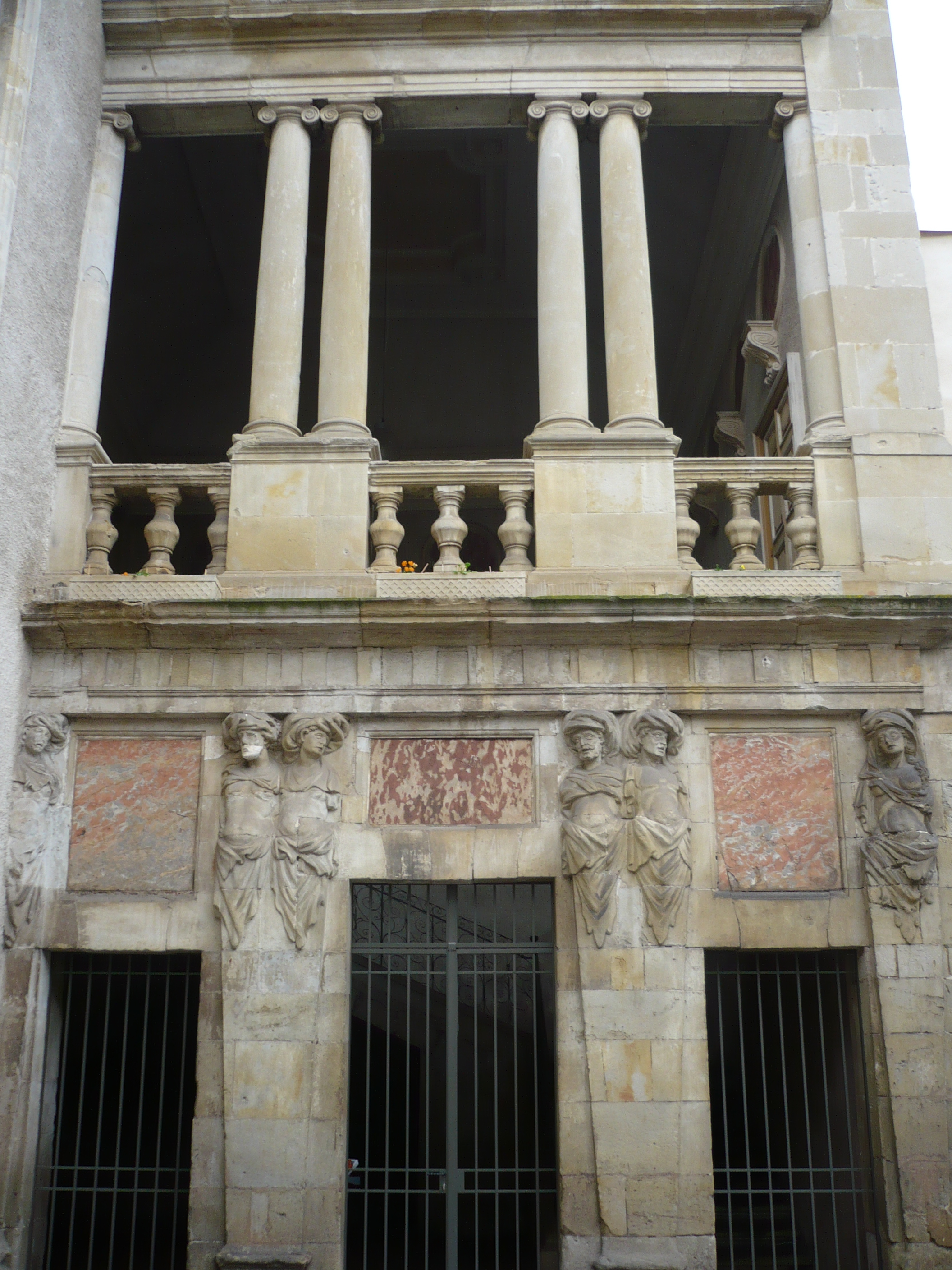
La loggia Renaissance
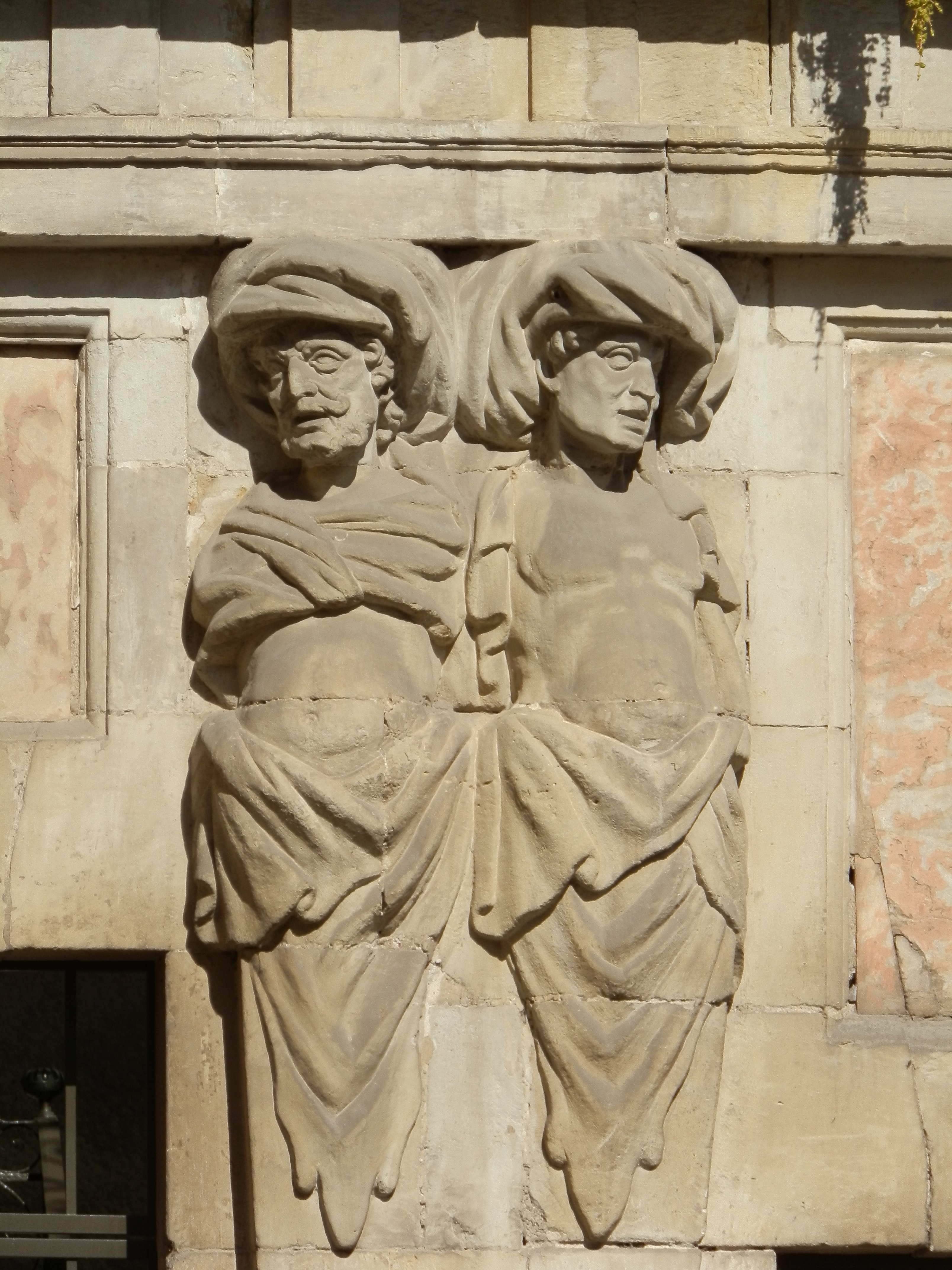
Détail (cariatides)
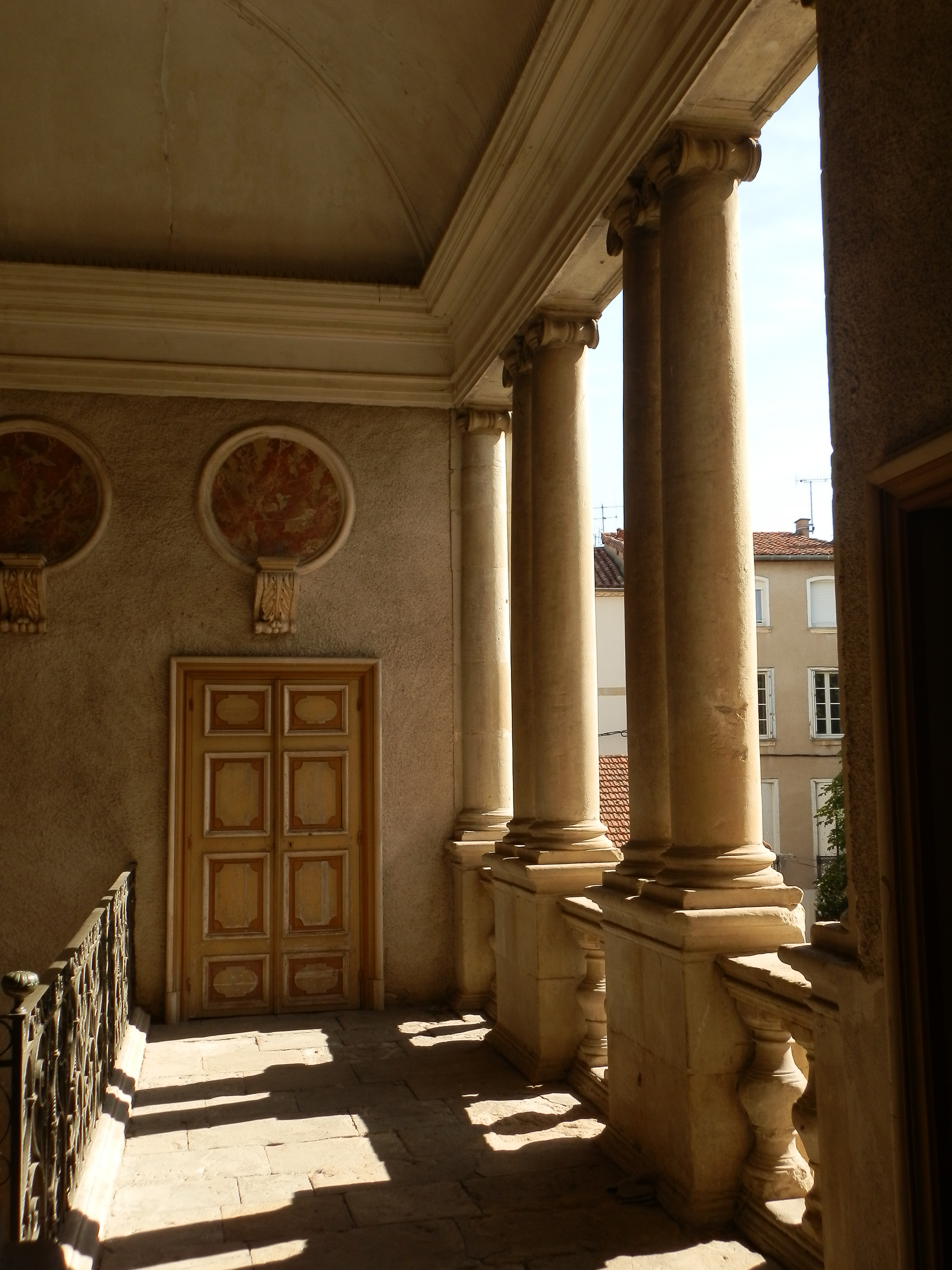
Loggia, vue de l'intérieur
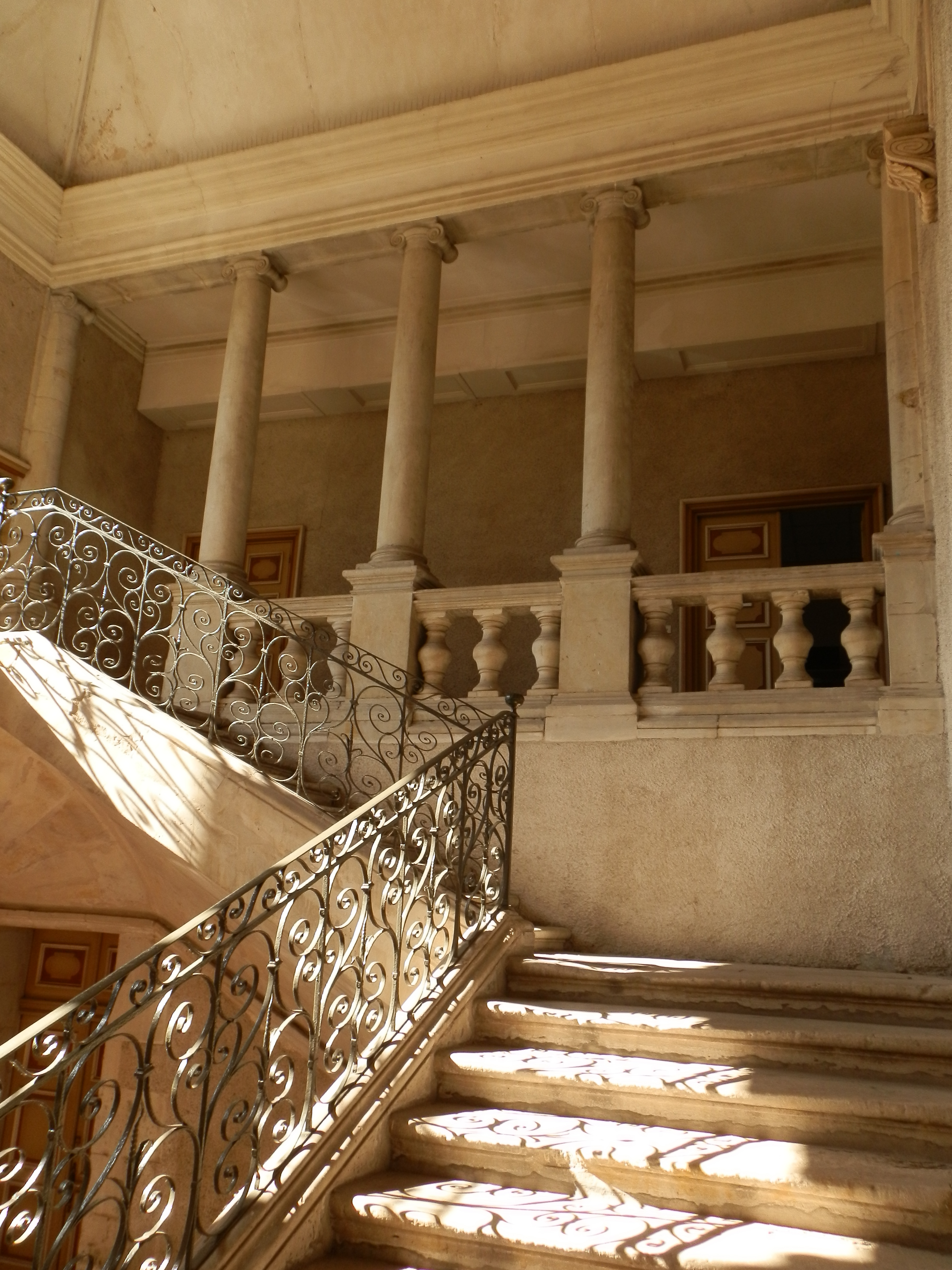
L'escalier monumental